# Ionia (Iowa)
Pour les articles homonymes, voir Ionia (homonymie).
Ionia est une ville du comté de Chickasaw, en Iowa, aux États-Unis. Elle est incorporée le 23 avril 1891. 

## Source de la traduction
- (en) Cet article est partiellement ou en totalité issu de l’article de Wikipédia en anglais intitulé « Ionia, Iowa » (voir la liste des auteurs).